# Estación Los Ángeles (Chile)
Los Ángeles (antiguamente escrito Los Ánjeles) fue una estación ubicada en la ciudad y comuna chilena de Los Ángeles, en el km 20 del Ramal Santa Fe - Santa Bárbara. Actualmente la estación está levantada y no quedan vestigios.

## Historia

### SigloXIX
La estación se encontraba en la punta de rieles del ramal original, entre Santa Fe y Los Ángeles, inicia sus obras el 25 de mayo de 1873, es completada en 1877, y es inaugurada el 1 de enero de 1878. La construcción de la ampliación a Santa Bárbara en la década de 1920 requirió un desvío al poniente de la estación, ya que no podría atravesar la ciudad. La prolongación se inicia en un triángulo de vías, en el cual, al oriente está la estación Los Ángeles; al poniente, Santa Fe, y al sur, la prolongación de la línea a Santa Bárbara, atravesando la ciudad de Los Ángeles por el Sur. En 1888 estuvo en agenda un plan nunca desarrollado de construir un ferrocarril que conectase a Los Ángeles con Mulchén.

### SigloXX

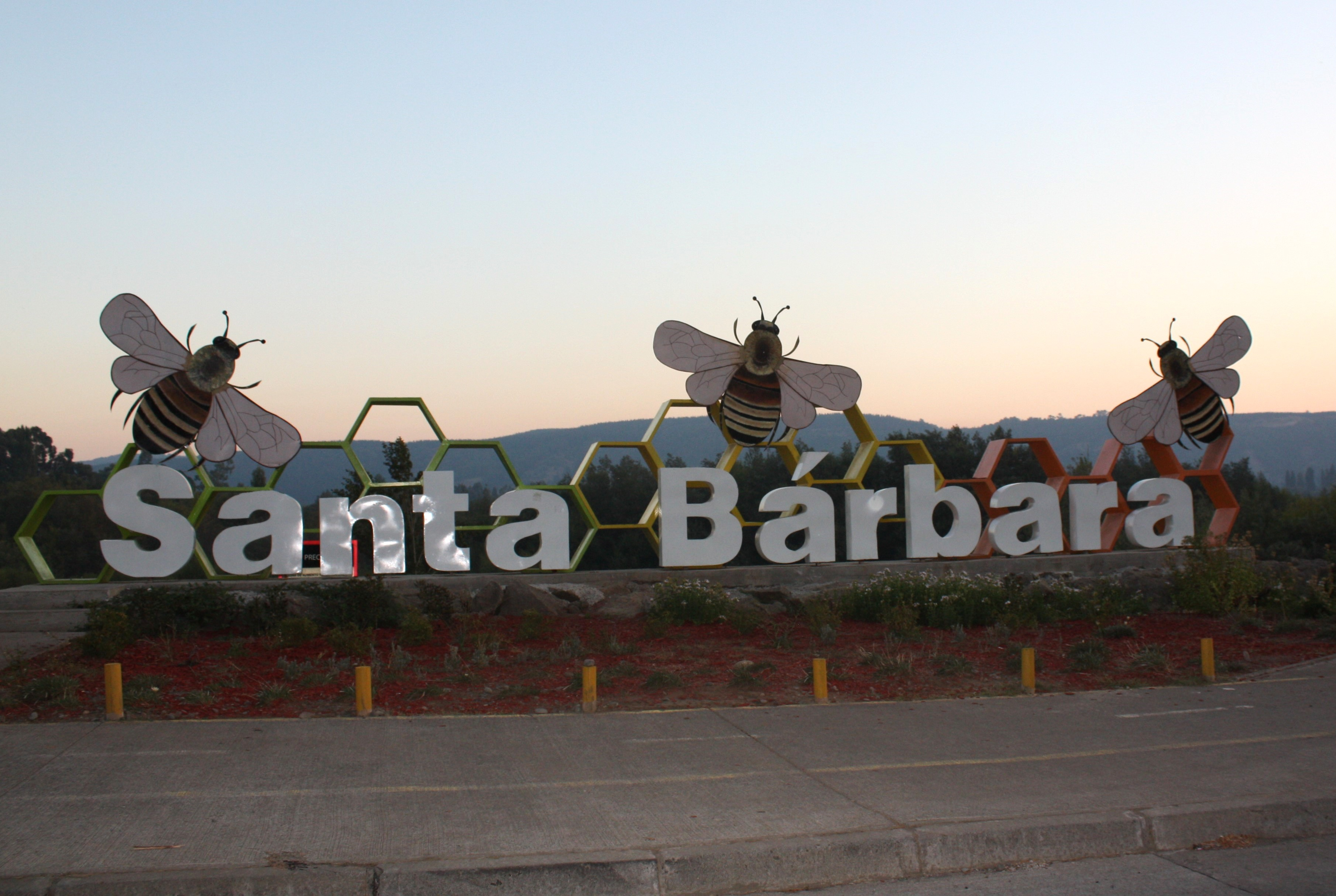

Durante la década de 1950 el edificio antiguo es reemplazado por una moderna construcción de hormigón. Esta estación tuvo una importancia bastante destacada, ya que además de ser la principal del ramal, recibía gran movimiento de trenes de pasajeros que provenían de Concepción y San Rosendo y que se dirigían a Santa Bárbara, servicios realizados en su mayoría por los buscarriles ADI; además de un importante tráfico de carga que provenían desde la Planta Iansa hacia diversos sectores de la red.
La estación dejó de funcionar en diciembre de 1996. El último Jefe de Estación de Los Ángeles se llamaba Jaime Mardones Esparza. Con posterioridad, el recinto pasó a manos municipales, y el edificio fue demolido hacia 1998. En el recinto se han edificado un supermercado y algunas casas, mientras que la sección ubicada más al poniente fue vendida a Inacap para construir una sede de dicha casa de estudios. Posteriormente fue levantada la sección Los Ángeles-Santa Bárbara.

### SigloXXI
Hasta el año 2006 corría un tren esporádicamente a la planta Iansa Los Ángeles. Desde entonces, el resto de los rieles del ramal fueron levantados y robados. En octubre de 2008 se produjo el levantamiento y cierre definitivo del ramal.

#### Proyectos
En febrero de 2024, la Empresa de los Ferrocarriles del Estado anunció una licitación en la cual se estudia la prefactibilidad de un tren entre Concepción y Los Ángeles  entre esta estación y estación Concepción. Sin embargo, en abril el proyecto se declaró desierto. En mayo del mismo año comenzaron los estudios de impacto ambiental, además de describir este servicio como un "biotrén para Los Ángeles" que incluirá la reconstrucción de la línea.